# Hauptverwaltung Aufklärung
L'Hauptverwaltung Aufklärung (HVA) è stato il servizio segreto di spionaggio all'estero della Repubblica Democratica Tedesca, parte del Ministero per la Sicurezza di Stato.

## Storia
Il compito dell'HVA era lo spionaggio (politico, economico, militare e tecnologico) e il controspionaggio. Per via della situazione geopolitica della DDR il principale nemico, militare e ideologico, era la Germania Ovest. Riuscì ad infiltrarne i vertici, come ad esempio nel caso Guillaume.
L'HVA collaborò attivamente con gli altri servizi del Patto di Varsavia ed in particolare col KGB, da quest'ultimo considerato il principale partner per le operazioni in Germania Occidentale; ha inoltre effettuato diverse operazioni nei paesi NATO in Europa, riuscendo a individuare i centri direttivi e i depositi di armi di stay-behind. Non è invece riuscita a ottenere risultati negli Stati Uniti d'America. Venne diretto con grande efficacia da Markus Wolf, conosciuto come l'uomo senza volto, per la quasi totalità della vita dell'agenzia.
Nel 1989 l'HVA aveva 21 dipartimenti (Abteilungen) e 5 gruppi di lavoro (Arbeitsgruppen). I suoi agenti si sentivano un'élite all'interno della Stasi, in quanto diplomati o laureati, con la possibilità di viaggiare all'estero, e diretti da un uomo colto e intelligente. Nel 1990, conseguentemente allo scioglimento della Stasi venne sciolto anche l'HVA.